# Lillestrøm
Lillestrøm è una città ed un comune della contea di Akershus in Norvegia. Il comune è stato ricreato il 1º gennaio 2020 unendo i comuni di Skedsmo, Fet e Sørum e diventando parte della contea di Viken, poi abolita alla fine del 2023.

## Storia
La città, situata a 18 km a nord-est di Oslo, si è formata attorno alle segherie usate per fabbricare materiale da costruzione. Nel 1908 si separa da Skedsmo, del cui comune faceva parte, per poi riunirvisi nel 1962. Nel 1854 venne costruita la stazione ferroviaria, facente parte del tratto di ferrovia che collegava Oslo a Eidsvoll. Il 13 giugno 1998, Lillestrøm è dichiarata città: da allora si svolge annualmente una fiera di quattro giorni con l'esibizione di diversi musicisti norvegesi, mercatini e cibo. Il tutto si svolge nella strada principale della città, per l'occasione riservata ai soli pedoni.

## Sport
Il Lillestrøm SK è la squadra di calcio militante nella Tippeligaen (la serie A norvegese).